# Алексеевка (Краснокутский район)
Алексе́евка (укр. Олексі́ївка), село, 
Алексеевский сельский совет,
Краснокутский район,
Харьковская область.
Код КОАТУУ — 6323580301. Население по переписи 2001 года составляет 789 (350/439 м/ж) человек.

## География
Село Алексеевка находится на расстоянии в 3 км от реки Коломак. К селу примыкают большие лесные массивы (дуб).
Рядом с селом проходит железная дорога, в 2 км станция Водяная.

## Административное деление
Является административным центром Алексеевского сельского совета, в который, кроме того, входят сёла:
- Бидыло,
- Княжа Долина,
- Солнцедаровка,

и посёлки:
- Водяное,
- Мирное,
- Дублянка,
- Прогресс.

## История
- 1650 — дата основания.

## Известные уроженцы
- Катрич, Алексей Николаевич — Герой Советского Союза.
- Нехода, Иван Иванович (1910—1963) — украинский советский поэт, прозаик.